# Kimoto Yasuki
Kimoto Yasuki (木本恭生 Kimoto, Yasuki, sinh ngày 6 tháng 8 năm 1993 ở Fuji, Shizuoka) là một cầu thủ bóng đá người Nhật Bản thi đấu cho Cerezo Osaka.

## Thống kê câu lạc bộ
Cập nhật đến ngày 23 tháng 2 năm 2017.
| Thành tích câu lạc bộ | Thành tích câu lạc bộ | Thành tích câu lạc bộ | Giải vô địch | Giải vô địch | Cúp                   | Cúp                   | Tổng cộng | Tổng cộng |
| Mùa giải              | Câu lạc bộ            | Giải vô địch          | Số trận      | Bàn thắng    | Số trận               | Bàn thắng             | Số trận   | Bàn thắng |
| Nhật Bản              | Nhật Bản              | Nhật Bản              | Giải vô địch | Giải vô địch | Cúp Hoàng đế Nhật Bản | Cúp Hoàng đế Nhật Bản | Tổng cộng | Tổng cộng |
| --------------------- | --------------------- | --------------------- | ------------ | ------------ | --------------------- | --------------------- | --------- | --------- |
| 2016                  | Cerezo Osaka          | J2 League             | 1            | 1            | 0                     | 0                     | 1         | 1         |
| 2016                  | U-23 Cerezo Osaka     | J3 League             | 23           | 1            | –                     | –                     | 23        | 1         |
| Tổng cộng sự nghiệp   | Tổng cộng sự nghiệp   | Tổng cộng sự nghiệp   | 24           | 2            | 0                     | 0                     | 24        | 2         |